# Soulaines-Dhuys
Soulaines-Dhuys é uma comuna francesa na região administrativa de Grande Leste, no departamento de Aube. Estende-se por uma área de 20,06 km². Em 2010 a comuna tinha 423 habitantes (densidade: 21,1 hab./km²).